# Rêves d'étoiles

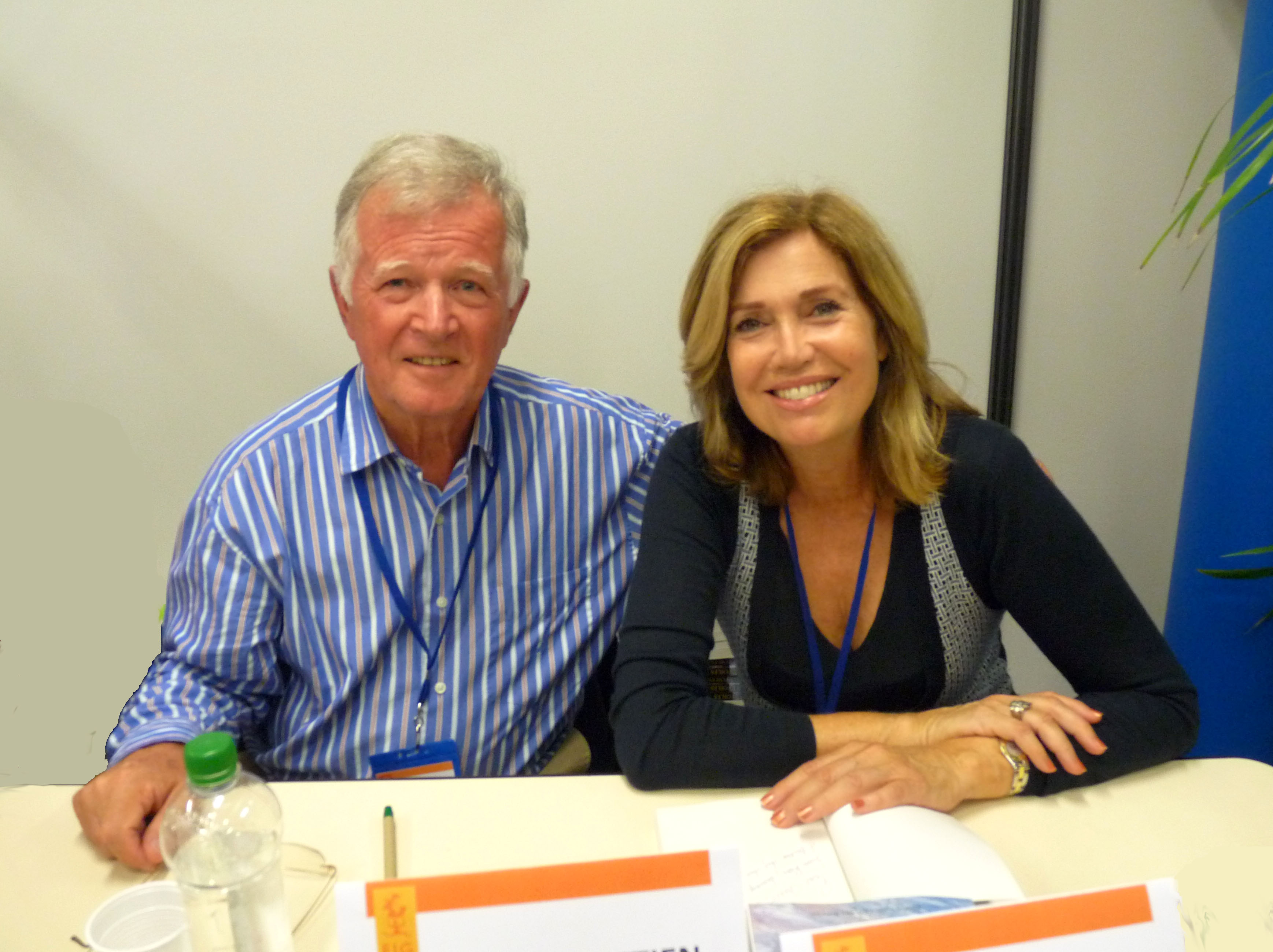
Dédicaces au Salon du Livre du 20e Festival international de géographie (2009)

Rêves d'étoiles est un livre d'environ 240 pages paru aux éditions Alphée en 2009, coécrit par Catherine Alric et Jean-Loup Chrétien.
Il est constitué de nombreuses questions-réponses sur la vie dans l'espace, mais également sur la vie de Jean-Loup Chrétien.

## Liste des chapitres
- Ciel, la Terre !
- L'Espace
- De l'homme à l'astronaute
- Toutes réflexions faites
- Les Grandes dates de la conquête spatiale